# Bumer
Bumer (Бумер) è un film del 2003 diretto da Pёtr Buslov.

## Trama
La BMW nera si nasconde all'inseguimento e si allontana sempre più da Mosca. Nessuno dei ragazzi voleva uccidere e morire, ma devono andare fino in fondo.